# Юрино (Марий Ел)
Юрино (на руски: Юрино) е селище от градски тип в Русия, административен център на Юрински район, автономна република Марий Ел. Населението му към 1 януари 2018 е 2913 души.